# Aliturus fusculus
Aliturus fusculus là một loài bọ cánh cứng trong họ Cerambycidae.